# Silikou
Silikou (griechisch Σιλίκου; türkisch Siliku oder Silifke) ist eine Gemeinde im Bezirk Limassol in der Republik Zypern. Bei der Volkszählung im Jahr 2021 hatte sie 149 Einwohner.

## Name
Es gibt viele Versionen über die Herkunft des Namens des Dorfes. Am wahrscheinlichsten ist, dass das Wort Silikou lateinischen Ursprungs ist und sich vom Namen Selisia ableitet. Jack C. Goodwin glaubt, dass der Name von dem Wort ssiilos (deutsch Hund) stammt. Simos Menardos ist der Ansicht, dass der Name Silikou die Kurzbezeichnung für das Wort Vasilikou ist. 1958 nahmen die türkisch-zypriotischen Einwohner des Dorfes den alternativen Namen Silifke an. Mit dem gleichen Namen gibt es eine Stadt in der Türkei.

## Lage und Umgebung

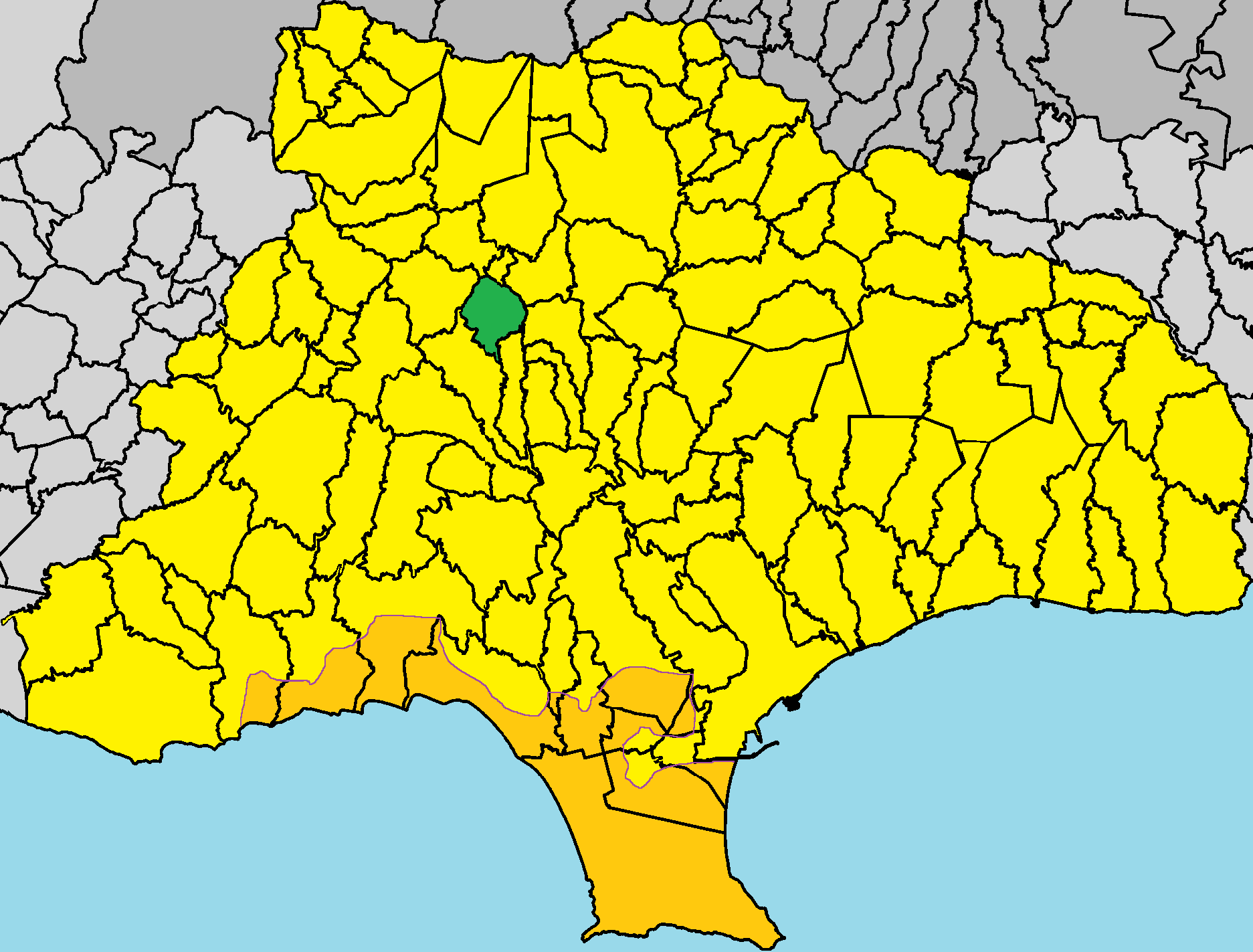
Lage im Bezirk Limassol

Silikou liegt auf der Mittelmeerinsel Zypern auf einer Höhe von etwa 635 Metern, etwa 28 Kilometer nordwestlich von Limassol. Das 7,45682 Quadratkilometer große Dorf grenzt im Süden an Agios Georgios, im Südwesten an Lofou, im Westen an Kilani, im Norden an Pera Pedi und Kouka, im Nordosten an Trimiklini und im Osten an Lania. Das Dorf kann über die Straße E815 erreicht werden.
Obwohl das Gebiet halbbergig ist, hat es viele fruchtbare Ebenen und Weinberge.

## Geschichte
1191 eroberte Richard Löwenherz Zypern und verkaufte es an Guido von Lusignan, den ehemaligen König von Jerusalem. Zypern wurde in Lehen aufgeteilt, deren Verwaltung wohlhabenden Adligen anvertraut wurde. Eines dieser Herrenhäuser war das Gebiet, in dem Sylikos heute gebaut wird. Die Franken nannten es Syrien.
Ursprünglich wurde eine Siedlung am Rande eines Plateaus mit Blick auf das Kouris-Flusstal errichtet. Sie befestigten die Siedlung mit hohen Mauern. Sie wählten das Gebiet wegen seiner fruchtbaren Täler und Quellen. Um diese Siedlung herum entstanden kleinere Siedlungen. Der Feudalherr schenkte den Bewohnern dieser Siedlungen Felder, auf denen sie Wein, Oliven und Mandelbäume anbauten. Diese Siedlungen wurden viel später vereint und bildeten das Dorf Silikou.
Die natürliche Umgebung der Gegend trug dazu bei, schwarze und weiße Trauben zu produzieren, aus denen ein sehr süßer Wein, Commandaria, gewonnen wurde. Dieser Wein soll die Ursache dafür gewesen sein, dass Zypern vier Jahrhunderte später von den Osmanen erobert wurde. Der türkische Sultan Selim II. liebte den Wein sehr und wollte aus diesem Grund die Insel erobern. Die Osmanen eroberten die gesamte Insel mit Ausnahme von zwei Dörfern, Silikou und dem benachbarten Agios Georgios, weil sie den Weg zu ihnen nicht finden konnten. Die beiden Dörfer wurden durch den Fluss Kouris und durch dicht bewaldete Berggipfel geschützt. Den Osmanen gelang es jedoch, in das Dorf einzudringen. Die Einwohner kämpften an der Seite der Franken, verloren aber nach einigen Monaten. Die Osmanen schlachteten alle Einwohner ab und zerstörten die Siedlung. Nur die Weinberge und Olivenhaine wurden gerettet.
Anschließend wurde die Region Syrien (später als Syrka transkribiert) der Kirche zur Verwaltung übergeben. Bauern aus anderen Teilen Zyperns strömten in Scharen in die Gegend und Sylikou erwachte wieder zum Leben. Sehr schnell entwickelten die Einwohner das Gebiet und florierten. Aufgrund dieser Situation schickten die Osmanen eine türkische Bevölkerung in das Dorf und verwandelten es in eine gemischte. Sylikou hatte bis 1974 eine türkische Bevölkerung, als die Türkische Invasion Zyperns und der Bevölkerungsaustausch stattfanden.

### Bevölkerungsentwicklung
| Jahr      | 1881 | 1891 | 1901 | 1911 | 1921 | 1931 | 1946 | 1960 | 1976 | 1982 | 1992 | 2001 | 2011 | 2021 |
| Einwohner | 297  | 329  | 350  | 374  | 392  | 459  | 516  | 427  | 185  | 137  | 113  | 98   | 137  | 149  |